# Ториньї-сюр-Вір
Ториньї́-сюр-Вір, Торіньї-сюр-Вір (фр. Torigni-sur-Vire) — колишній муніципалітет у Франції, у регіоні Нормандія, департамент Манш. Населення — 2362 осіб (2011).
Муніципалітет був розташований на відстані близько 250 км на захід від Парижа, 50 км на захід від Кана, 12 км на південний схід від Сен-Ло.

## Історія
До 2015 року муніципалітет перебував у складі регіону Нижня Нормандія. Від 1 січня 2016 року належав до нового об'єднаного регіону Нормандія.
1 січня 2016 року Ториньї-сюр-Вір, Бректувіль, Ж'євіль i Гільбервіль було об'єднано в новий муніципалітет Ториньї-ле-Віль.

## Демографія
Динаміка населення (EHESS і Insee ·  ):
Розподіл населення за віком та статтю (2006):
| Стать | Всього | До 15 років | 15-24 | 25-44 | 45-64 | 65-85 | Понад 85 |
| --- | ------ | ----------- | ----- | ----- | ----- | ----- | -------- |
| Чоловіки | 1100   | 177         | 92    | 279   | 263   | 261   | 28       |
| Жінки | 1333   | 186         | 162   | 291   | 267   | 359   | 68       |
| \| Статево-вікова піраміда \| Статево-вікова піраміда \| Статево-вікова піраміда \| \| ----------------------- \| ----------------------- \| ----------------------- \| \| Чоловіки \| Вік \| Жінки \| \| 28 \| 85 + \| 68 \| \| 56 \| 80-84 \| 64 \| \| 60 \| 75-79 \| 105 \| \| 64 \| 70-74 \| 105 \| \| 81 \| 65-69 \| 85 \| \| 52 \| 60-64 \| 57 \| \| 57 \| 55-59 \| 85 \| \| 81 \| 50-54 \| 77 \| \| 73 \| 45-49 \| 48 \| \| 73 \| 40-44 \| 69 \| \| 81 \| 35-39 \| 97 \| \| 48 \| 30-34 \| 44 \| \| 77 \| 25-29 \| 81 \| \| 44 \| 20-24 \| 57 \| \| 48 \| 15-20 \| 105 \| \| 48 \| 10-14 \| 69 \| \| 81 \| 5-9 \| 69 \| \| 48 \| 0-4 \| 48 \| |        |             |       |       |       |       |          |
| Статево-вікова піраміда |        |             |       |       |       |       |          |
| Чоловіки | Вік    | Жінки       |       |       |       |       |          |
| 28 | 85 +   | 68          |       |       |       |       |          |
| 56 | 80-84  | 64          |       |       |       |       |          |
| 60 | 75-79  | 105         |       |       |       |       |          |
| 64 | 70-74  | 105         |       |       |       |       |          |
| 81 | 65-69  | 85          |       |       |       |       |          |
| 52 | 60-64  | 57          |       |       |       |       |          |
| 57 | 55-59  | 85          |       |       |       |       |          |
| 81 | 50-54  | 77          |       |       |       |       |          |
| 73 | 45-49  | 48          |       |       |       |       |          |
| 73 | 40-44  | 69          |       |       |       |       |          |
| 81 | 35-39  | 97          |       |       |       |       |          |
| 48 | 30-34  | 44          |       |       |       |       |          |
| 77 | 25-29  | 81          |       |       |       |       |          |
| 44 | 20-24  | 57          |       |       |       |       |          |
| 48 | 15-20  | 105         |       |       |       |       |          |
| 48 | 10-14  | 69          |       |       |       |       |          |
| 81 | 5-9    | 69          |       |       |       |       |          |
| 48 | 0-4    | 48          |       |       |       |       |          |

## Економіка
2010 року серед 1329 осіб працездатного віку (15—64 років) 998 були активними, 331 — неактивною (показник активності 75,1%, у 1999 році було 73,0%). З 998 активних мешканців працювало 897 осіб (491 чоловік та 406 жінок), безробітними було 101 (43 чоловіки та 58 жінок). Серед 331 неактивної 77 осіб було учнями чи студентами, 153 — пенсіонерами, 101 була неактивною з інших причин.

У 2010 році в муніципалітеті числилось 1095 оподаткованих домогосподарств, у яких проживали 2227,0 особи, медіана доходів виносила 17 038 євро на одного особоспоживача